# Ганноверський союз

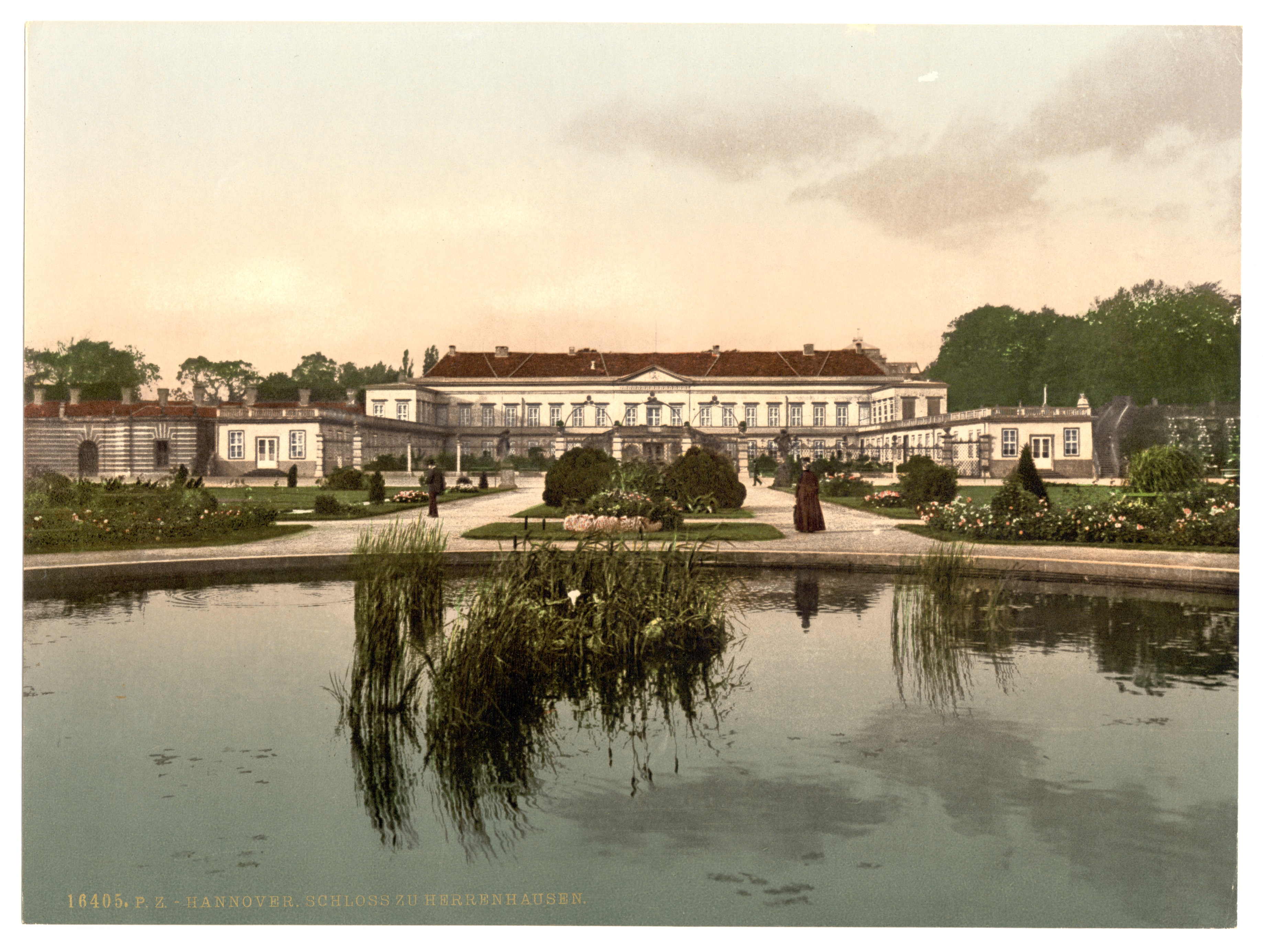
Місце укладання Ганноверського союзу — замок Херренхаузен

Ганноверський союз (англ. Treaty of Hanover) — оборонний союз, укладений 3 вересня 1725 в розташованому неподалік Ганновера замку Херренхаузен між Великою Британією, Францією та Пруссією. Союз став противагою австро-іспанському альянсу (Віденський союз), учасники якого прагнули вирішити на свою користь торговельно-політичні протиріччя з Англією та Францією.
Обидва союзи активно шукали собі нових союзників. 9 серпня 1726 до Ганноверського союзу приєдналася Голландія, 14 травня 1727 — Швеція, згодом — і Данія. У той же час, у 1726 Пруссія вийшла з альянсу і приєдналася до Віденського союзу.
Незважаючи на готовність держав розпочати війну, напружена обстановка вилилася лише в невдалу облогу іспанцями Гібралтару, що належав Великій Британії, в 1727. Надалі англо-французькій дипломатії вдалося розладнати австро-іспанський союз, уклавши в 1729 з Іспанією Севільський договір, в якому Англія і Франція поступалися іспанцям з усіх спірних питань. З іншого боку, під час Суассонського конгресу, що відкрився влітку 1728, та підписання Севільського договору між Англією та Францією виявились глибокі політичні та економічні протиріччя.
На початку 1730 Віденський і Ганноверский союзи формально продовжували існувати, проте вони не представляли згуртованих блоків. Англія та Данія поступово зближалися з Австрією і намагалися нормалізувати відносини з Росією, яка також приєдналася до Віденського союзу. Франція виявилася практично в ізоляції. У Європі складалася нова розстановка сил.